# Philip Eduard Roger Dickmans
Dom Philip Eduard Roger Dickmans (Herk-de-Stad, 4 de janeiro de 1963) é um clérigo católico romano belga e bispo da Diocese de Miracema do Tocantins.

## Biografia
Aos 18 anos, Philip Eduard ingressou na Escola Militar do Exército da Bélgica. No final de 1982, ingressou no Seminário Maior da Diocese de Hasselt. Em 1988 começou a trabalhar na Paróquia de Beringen-Mijin, cuja principal atividade econômica era a extração de minérios de carvão e mais da metade da população era muçulmana. Foi ordenado diácono em 4 de abril de 1990, através do Bispo de Hasselt, Dom Paul Schruers. Serviu seis meses em Biruyi, na Diocese de Nyundo da Ruanda.
Foi ordenado presbítero em 30 de setembro de 1990, através de Dom Paul Schruers. Tornou-se vigário da Paróquia São Martinho em Genk em 12 de setembro de 1990. Em outubro de 1994, Pe. Dickmans ingressou na Escola Sacerdotal do Movimento dos Focolares em Loppiano, e retornou para sua paróquia em junho de 1995. Nesse período, fez um curso em preparação para a missão no Brasil, no colégio Pró-América latina, em Leuven.
Chegou ao Brasil em 1 de maio de 1996, e foi convidado por D. Alberto Taveira Corrêa a trabalhar na Arquidiocese de Palmas. Assumiu como Pároco a Paróquia Jesus de Nazaré, na região norte de Palmas. Logo em seguida, assumiu a Paróquia Nossa Senhora da Providência em Lajeado e a Reserva Indígena Xerente. Em 1998, participou da fundação da Ação Social Jesus de Nazaré, entidade responsável pelas obras sociais das paróquias da região norte de Palmas.
Em 2003, Pe. Philip Eduard assumiu a região do Jalapão, com duas paróquias nos municípios de São Felix e Mateiros. Em tempos de sua nomeação episcopal, também atuava como responsável pela região Episcopal São Paulo, interior da Arquidiocese de Palmas e como Presidente da Associação Ação Social Jesus de Nazaré.
Foi nomeado pela Santa Sé como bispo de Miracema do Tocantins em 21 de maio de 2008. Recebeu a ordenação episcopal em 15 de agosto de 2008, através de Dom Alberto Taveira Corrêa, Arcebispo de Palmas, no Marco Central da Praça dos Girassóis, em Palmas. Os principais co-consagradores foram Dom Geraldo Vieira Gusmão, Bispo de Porto Nacional, Dom Patrick Hoogmartens, Bispo de Hasselt, e Dom Stanisław Gądecki, Arcebispo de Poznań. Tomou posse em 17 de agosto, na Catedral de Santa Teresinha, em Miracema do Tocantins.
Em 2009, Dom Philip recebeu o título de cidadão de honra de Halen, "por seus muitos anos de compromisso com as pessoas mais pobres".

## Lema e Brasão
“Ut unum Sint” – “Que todos sejam um” (Jo 17.21)
Escudo: Escudo antigo, talhado, o primeiro de vermelho (goles) e o segundo de azul (blau).Sobre o primeiro, em ouro, ao chefe, anéis entrelaçados. Sobre o segundo, em ouro, ao coração, a cruz gloriosa e abaixo dela, à direita do flanco sinistro, a estrela de oito pontas. Divisa com as palavras “Ut unum Sint”.
Insígnias: Chapéu prelatício com três fileiras de orlas de sinople (verde). Cruz em ouro sustenta o escudo como estandarte.
Explicação: No vermelho do amor de Deus, os três anéis entrelaçados, símbolo da Santíssima Trindade, Deus Uno e Trino, fonte do amor e da unidade do gênero humano. No azul da criação, a Cruz gloriosa de Cristo, lugar da redenção e reconciliação do homem e toda a criação com Deus, onde o Verbo Encarnado nos salvou e de onde brota toda vida da Igreja. Um pouco abaixo e ao lado da Cruz, a estrela de oito pontas, símbolo da virgem Maria, Mãe e Cooperadora da Redenção. A divisa “Ut unum Sint” lembra o ministério e a vocação do Bispo de ser sinal da unidade da Igreja Particular que preside como Pastor.